# Iberia Airlines Flight 602
Den 7 januari 1972 havererade Iberia Flight 602 in i ett berg nära Ibiza i Spanien. Flygplanet, som var av typen Sud Aviation SE 210 Caravelle, hade lyft från Valencias flygplats i Valencia med destination Ibizas flygplats på ön Ibiza i Balearerna. Alla 98 passagerare och 6 ur besättningen omkom vid haveriet.

## Flygplan och besättning
Flygplanet var av typen Sud Aviation SE 210 Caravelle. Jungfruflygningen skedde 25 juni 1963. Planet drevs av två turbojetmotorer av modell Rolls-Royce RA-29 Mk.533R Avon. Flygplanet levererades till Iberia den 9 juli och fick ursprungligen namnet Tomás Luis de Victoria efter den spanska kompositören med samma namn. Namnet förkortades senare till Maestro Victoria.
Flight 602 stod under den 37-årige kaptenen José Luis Ballester Sepúlvedas befäl. Han hade ca 7 000 flygtimmar erfarenhet. Ombord fanns även styrman Jesús Montesinos Sánchez och flygingenjören Vicente Rodríguez Mesa.

## Haveriet
Flight 602 var ett inrikesflyg som lyfte från Valencias flygplats på väg till Ibiza. Ombord fanns en besättning om 6 personer och 98 passagerare, varav de flesta var födda i Valencia men bosatta på Ibiza, som skulle återvända till Ibiza för arbete efter julsemestern.
Runt klockan 12:15 kontaktade flygplanets kapten Ibizas flygplats och bad om tillåtelse att sjunka till 5 500 fot (1 676 meter). Källor på Ibizas flygplats rapporterade att han också sa: "Skaffa mig en öl, vi är här."
Flygplanet var på väg mot bana 07 när det sjönk under 2 000 fot (600 m). Enligt uppgift märkte varken kaptenen eller biträdande piloten den farliga nedstigningen, eftersom de diskuterade en fotbollsmatch med flygplatstornets kontrollant. Flight 602 träffade berget Atalayasa cirka 27 m under dess 461 m höga topp. Flygplanet exploderade vid sammanstötningen. Alla 104 ombord dödades vid haveriet.
Vid tidpunkten för haveriet var sikten cirka 2 438 km och vädret beskrevs som höga brutna moln. 
Det slogs fast att piloten hade misslyckats att upprätthålla den lägsta flyghöjden för en visuell inflygning till bana 07.